# Eskišehir
Eskišehir (turecky Eskişehir) je město v Turecku. Má 700 000 obyvatel, leží ve stejnojmenné provincii na spojnici mezi Ankarou a Istanbulem.
Ve městě jsou stavební a potravinové závody, také se zpracovávají rudy těžené v nedalekých dolech. Eskišehir má šest muzeí, nedaleko se navíc nacházejí ruiny starého římského města. Za posledních několik desítek let zaznamenal velký růst, v roce 1985 měl jen 390 000 obyvatel, což je proti dnešnímu stavu téměř polovina. Protože Eskišehir leží na spojnici mezi oběma největšími městy v zemi má dobré železniční spojení; velkou stanici i s opravnami. Ve městě je v provozu tramvajová síť s několika linkami.
Je to také studentské město. Jsou zde dvě velké univerzity. Ta větší z nich se jmenuje Anadolu University. Město poslední dobou zažívá rozmach – staví se zde hlavně obytné domy, hotely a nákupní centra.

## Partnerská města
- Čchang-čou, Čína
- Gjandža, Ázerbájdžán
- Frankfurt nad Mohanem, Německo
- Kazaň, Rusko
- Kišiněv, Moldavsko
- Linec, Rakousko
- Oral, Kazachstán
- Padžu, Jižní Korea
- Paterson, Spojené státy americké
- Simferopol, Ukrajina